# Изглибе
Изглибе (грч. Πορειά, до 1926. грч. Ίζλιμπι) је насељено место у општини Костур у периферији Западна Македонија, Грчка. Према попису из 2021. године било је 409 становника.
Према бугарском географу и историчару, Василу Канчову, у Изглибу је 1900. године живело 168 Словена хришћана. Након 1924. године принудно је исељено око 40 муслиманских породица у Турску а на њихово место су насељене грчке избеглице из Турске, укупно њих 133. Током грађанског рата 15 мештана је страдало, док је осам породица и неколико појединаца избегло у Југославију и неке источноевропске земље. Након рата грчке власти су населиле колонисте из сиромашнијих планинских села, тако да је Изглибе није више хомогено словенско насеље.